# Touroulia
Touroulia är ett släkte av tvåhjärtbladiga växter. Touroulia ingår i familjen Ochnaceae.
Kladogram enligt Catalogue of Life:
| Touroulia | \| \| Touroulia amazonica \| \| \| \| \| \| Touroulia guianensis \| \| \| \| |
|           | \| \| Touroulia amazonica \| \| \| \| \| \| Touroulia guianensis \| \| \| \| |
|           | Touroulia amazonica                                                          |
|           |                                                                              |
|           | Touroulia guianensis                                                         |
|           |                                                                              |